# Марионно, Бернар
Берна́р Марионно́ (фр. Bernard Marionnaud; 1934, Кламар, бывший департамент Сена, Франция — 22 июля 2015, Рамбуйе, департамент Ивелин, Франция) — французский предприниматель, эпоним розничной сети Marionnaud, являющейся одной из крупнейших на европейском рынке косметики.

## Биография
Родился в семье мелких рыночных торговцев. В 1958 году открыл свой первый магазин в Кламаре — на авеню Виктор Гюго. К 1990 годам создал розничную сеть из 15 магазинов, торговавшую косметикой и парфюмерией. В 1996 году продал свои магазины предпринимателю Марселю Фридману, развившим сеть до 1231 бутика в 15 странах, но вынужденному продать её в 2005 году гонконгской компании Watson из-за своих финансовых проблем. Сеть Marionnaud до сих пор носит имя своего основателя и вместе с сетью Sephora является крупнейшими косметическими розничными сетями в Европе.
В 2013 году Бернар Марионно опубликовал ссвои мемуары, озаглавленные «Человек с духа́ми» (фр. Un homme au parfum), некоторые из эпизодов которых выглядят настолько невероятно, что многими была поставлена под сомнение достоверность всего сочинения.
Оставив бизнес, Бертран Марионно занялся политикой. Он несколько раз выдвигал свою кандидатуру на пост мэра Кламара: в 2001 году по списку Разные правые в первом туре набрал 19,3% голосов, но проиграл во втором кандидату-центристу. В 2008 году входил в состав списка Союза за народное движение.  В 2013 году пользовался поддержкой Национального фронта — Марин Ле Пен специально приезжала в Кламар и проводила мероприятия в его поддержку, а руководство розничной сети Marionnaud наоборот было вынуждено отмежеваться от своего основателя. Однако, из-за усилившейся болезни, Бернар Марионно был вынужден снять свою кандидатуру с выборов.
Он скончался 22 июля 2015 года в возрасте 81 года от рака.